# Джулін Зірат
Джулін Зірат (англ. Juleen Rae Zierath) — шведсько-американський біолог. Її дослідження фокусуються на клітинних механізмах, що відповідають за розвиток резистентності до інсуліну при діабеті II типу. Її інші сфери досліджень розглядають вплив фізичних вправ на метаболізм глюкози скелетних м'язів і експресію генів.

## Раннє життя та освіта
Зірат народилась 1961 року у Мілвокі, штат Вісконсін, США. Вона отримала ступінь бакалавра середньої освіти та ділового адміністрування в Університеті Вісконсин-Медісон 1984 р. Магістерське звання з фізіології вправ вона отримала у Балльському університеті штату 1986 р. Потім вона отримала ступінь доктора фізіології в Каролінському інституті та захистила дисертацію 1995 р. Відразу після цього вона почала дослідження у Гарвардській медичній школі.

## Кар'єра
У 1998 році Зірат отримала посаду доцента кафедри фізіології Каролінського інституту.
У 2002—2008 рр. вона була головою Координаційного комітету Мережі обміну речовин та ендокринології Каролінського інституту, Стокгольм, Швеція.
У 2006 році вона стала членом Науково-консультативної ради «Keystone Organization / Symposium», а також приєдналася до Нобелівської асамблеї Каролінського інституту.
У 2010 році вона була призначена професором інтегративної фізіології, науковим директором відділу інтегративної фізіології Центру досліджень базового метаболізму Фонду Ново Нордіск, Копенгагенський університет.
Зірат є членом Нобелівського комітету з 2011 року (після того як вона була членом-ад'юнктом у 2008—2010 роках) та його головою з 2013 по 2015 рік.
Інша діяльність, в якій вона бере участь, включають посаду директора програми стратегічних досліджень з діабету в Каролінському інституті, головного редактора «Diabetologia», голови ради директорів «Keystone Organization / Symposium» і президента Європейської асоціації з вивчення діабету.
Зірат опублікувала понад 200 оригінальних наукових робіт і оглядових статей, а її роботи були опубліковані в наукових журналах, включаючи журнал Nature. Її дослідження дали перші докази фізіологічної регуляції сигнальних шляхів інсуліну і виявили, що ключові кроки на цьому шляху послаблені у пацієнтів з діабетом. Інше дослідження показало, що вправи можуть змінити спосіб експресії генів у м'язових клітинах.